# Anton Hansen Tammsaare
Anton Hansen Tammsaare (30. januar 1878 på Tammsaare i Järva maakond-1. marts 1940 i Tallinn) var en af de mest betydningsfulde forfattere i Estland i mellemkrigstiden. Hans roman Tõde ja õigus («Sandhed og retfærdighed», 1926–1933) i fem dele blev regnet på som et af de vigtigste værker i estisk litteratur.

## Biografi
Anton Hansen Tammsaares far var bonde og familien var fattig, men de formåede alligevel at betale for Tammsaares skolegang. Familien var relativt godt uddannet og abonnerede på dagsaviser, hvilket var relativt usædvanligt bland bønder i Estland i slutningen af 1800-tallet. Tammsaare studerede i Väike-Maarja, ved Hugo Treffner-gymnasiet i Tartu og senere ved universitetet i samme by, hvor han studerede jura. Studierne blev afbrudt, da han fik tuberkulose i 1911. Han var på sanatorium i Sotji i et år og boede derefter hos sin broder i Koitjärve i seks år og læste værker af Cervantes, Shakespeare og Homer. 
I sin studietid var Anton Hansen Tammsaare med i "Noor-Eesti", en gruppe modernistiske forfattere og kunstnere som ville udvide kulturudvekslingen mellem Estland og resten af Europa.
Da Estland blev selvstændigt i 1918 flyttede Tammsaare til Tallinn. Det var der, han skrev de mest kendte af sine værker. Motiverne for hans forfatterskab var hentet fra estisk historie og det estiske folk. Desuden kan findes forbindelser til tanker fra Henri Bergson, Carl Jung og Sigmund Freud, ligesom man har ment at finde påvirkning fra forfattere som Knut Hamsun og André Gide i hans forfatterskab.

## Værker
De tidlige værker var prægede af lyrisk, landlig realisme. En del af dem var også prægede af de revolutionære stemninger fra 1905-revolutionen i Rusland. Under den såkaldte «anden periode» af hans forfatterskab fra 1908 til 1919 skrev han noveller og korte fortællinger fra bymiljøet. I Poiss ja liblik (1915) viser Tammsaare påvirkning fra Oscar Wilde. 
Tõde ja õigus (1926–1933) indeholdt fem bind uden egne titler. Det første bind er blevet anset som det bedste med en skildring af bondelivet, som minder om Knut Hamsun og som viser den estiske nationalkarakter, især i personerne Andres og Pearu, to bønder i en fejde. Det andet bind med skildring af studenterlivet i Tartu er måske det mest læste i Estland i dag. Det tredje bind indeholder en skildring af 1905-revolutionen i Rusland set fra et individperspektiv på en måde, som minder om Albert Camus romaner, snarere end et ideologisk perspektiv. De blev derfor under sovjetbesættelsen af Estland ofte slået sammen med det andet bind af den sovjetiske censur. Undertiden er det tredje bind blevet regnet som det kunstnerisk svageste del, selv om skildringen af revolutionen er blevet sammenlignet med Boris Pasternak i Doktor Zjivago. Tammsaare selv mente senere, at de fem bind skildrer henholdsvis hvordan, menneskene forholdt sig til deres land, til Gud, til samfundet, til sig selv og til sit formål som menneske.

## Udvalgte værker
- Kaks paari ja üksainus, 1902
- Vanad ja noored, 1903
- Raha-auk, 1907
- Uurimisel, 1907
- Pikad sammud, 1908
- Üle piiri, 1910
- Noored hinged, 1909
- Poiss ja liblik, 1915
- Keelest ja luulest, 1915
- Kärbes, 1917
- Varjundid, 1917
- Sõjamõtted, 1919
- Juudit, 1921
- Kõrboja peremees, 1922
- Pöialpoiss, 1923
- Sic Transit, 1924
- Tõde ja õigus I–V, 1926-33
- Meie rebane, 1932
- Elu ja armastus, 1934
- Ma armastasin sakslast, 1935
- Kuningal on külm, 1936
- Hiina ja hiinlane, 1938
- Põrgupõhja uus Vanapagan, 1939
- Miniatures, 1977
- Kogutud teosed, 1977–1993 (18 bind) – samlede værker